# Садми, Абдельхамид
Абдельхамид Садми (фр. Abdelhamid Sadmi; род. 1 января 1961, Азазга, Алжир) — алжирский футболист, играл на позиции защитника. Садми выступал за сборную Алжира на чемпионате мира 1986 года, а также дважды на Кубке африканских наций: в розыгрышах 1984 и 1986 годов. На клубном уровне он почти всю свою карьеру отыграл за клуб «Кабилия», с которым он дважды побеждал в Африканском Кубке чемпионов в 1981 и 1990 годах.

## Клубная карьера
Родившийся в городе Азазга, Садми начал играть в футбол в местном клубе «ЖС Азазга». Там он был замечен скаутом известной алжирской команды «Кабилия», в которую Самди в итоге и перебрался. В сезоне 1978/1979, в возрасте 17 лет, Самди дебютировал в составе «Кабилии» под руководством тренера Махеддин Халефа.

## Международная карьера
11 марта 1984 года Самди дебютировал в составе сборной Алжира в последнем матче группового этапа Кубка африканских наций 1984 года против сборной Нигерии, выйдя на замену после перерыва. 3 дня спустя Самди впервые вышел в основном составе сборной в матче 1/2 финала против Камеруна, with в котором Алжир уступил в серии послематчевых пенальти 4-5.
Всего же Самди 27 раз выходил на поле в матчах сборной Алжира.

## Достижения
- Африканский Кубок чемпионов
  - Победитель: 1981, 1990
- Чемпионат Алжира
  - Чемпион: 1979/80, 1981/82, 1982/83, 1984/85, 1985/86, 1988/89, 1989/90
- Кубок Алжира
  - Победитель: 1986, 1992
- Суперкубок Алжира
  - Победитель: 1992